# Міхал Колодзейчак
Міхал Колодзейчак (пол. Michał Kołodziejczak; нар. 14 вересня 1988, Серадз) — польський фермер, політик, засновник і президент громадсько-політичного руху Agrounia. Депутат польського сейму 10-го скликання. З 2023 року державний секретар у Міністерство сільського господарства та сільського розвитку Польщі. Відомий своєю українофобією та істеричністю. 

## Біографія
Міхал Колодзейчак У 2007 році закінчив середню школу І-ІІІ ступенів імені Казимера Ягеллончика в Серадзі, потім почав працювати на фермі.
У 2014 році від партії «Право і справедливість» («ПіС») був обраний радником міста та ґміни Блашки. У 2018 році він заснував асоціацію Unia Warzywno-Ziemniaczana, яка організовувала протести аграрної спільноти проти політики уряду PiS щодо боротьби з вірусом африканської чуми свиней та проти низьких закупівельних цін на сільськогосподарську продукцію в Лодзькому воєводстві. Завдяки своїм тодішнім діям він отримав деяке визнання, ЗМІ почали називати його «новим Леппером».
Через організацію сільськогосподарських протестів був виключений з партії «ПіС». Більше в депутати не балотувався. У грудні 2018 року зареєстрував об'єднання «Агроунія». У червні 2019 року оголосив про створення політичної партії «Правда». Наступного місяця він оголосив, що формування буде називатися «Згода». Формально Станіслав Жолтек став президентом групи (створеної з перейменованої партії PolExit), а Міхал Колодзейчак вийшов із проєкту в серпні 2019 року. У травні 2021 року оголосив про створення партії під назвою «Агроунія». Її було зареєстровано в березні 2022 року (у 2023 році вона була перейменована на Правову державу Польща, а Міхал Колодзейчак залишив посаду її президента).
У січні 2022 року міждисциплінарна лабораторія Citizen Lab при Університеті Торонто повідомила, що за мобільним телефоном Міхала Колодзейчака стежили за допомогою шпигунського програмного забезпечення Pegasus.

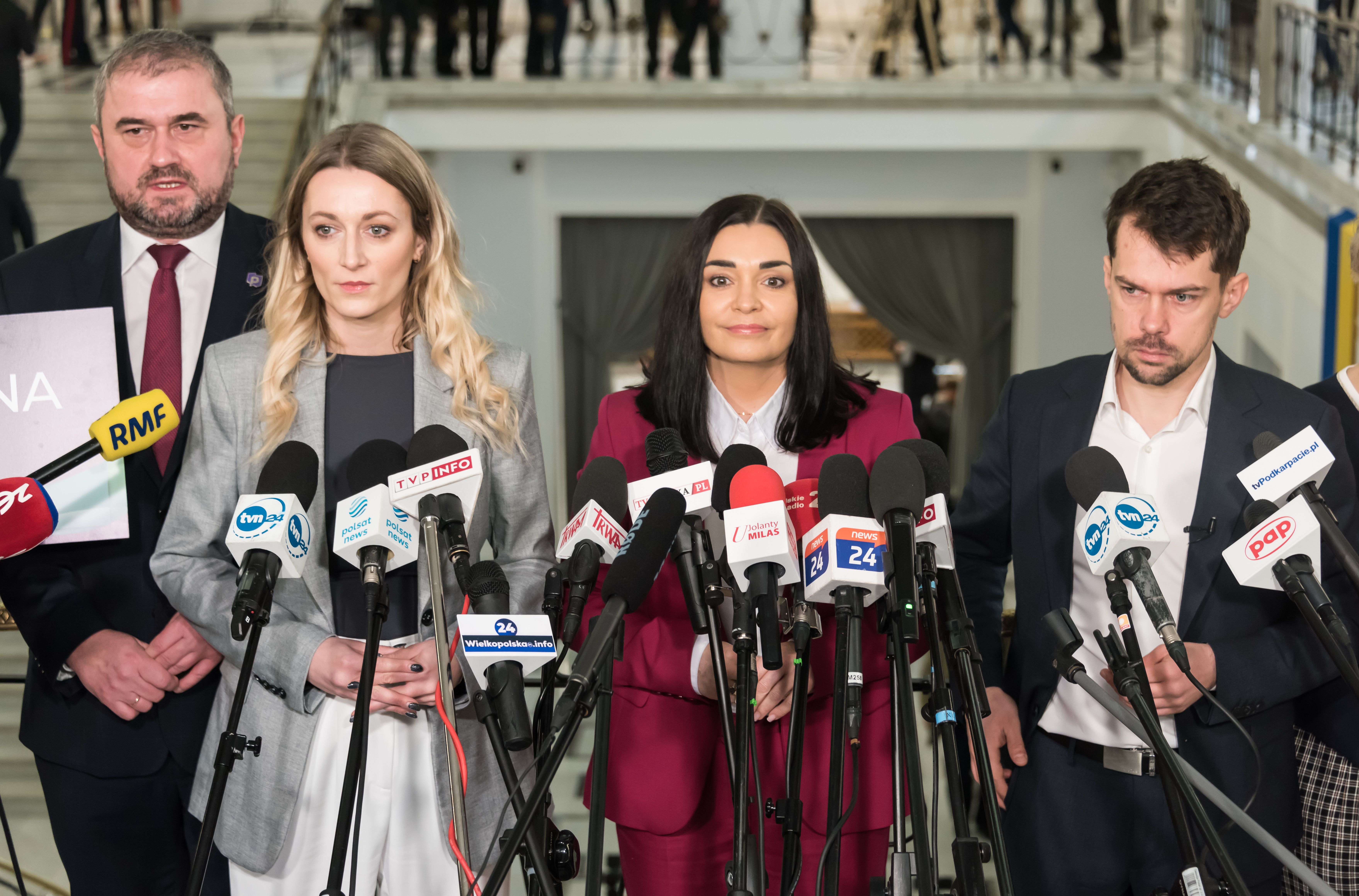
Магдалена Срока та Міхал Колодзейчак під час прес-конференції в Сеймі, 2023 рік.

У березні 2023 року була зареєстрована нова політична партія Ruch Społeczny (RS), президентом якої став Міхал Колодзейчак. RS спочатку було створено для об'єднання в спільний проєкт з Porozumienie (на чолі з Магдалена Срока), а після закінчення співпраці для спільного виборчого старту з Nowa Democracy — Tak (на чолі з Марек Материк), у зв'язку з чим у червні того ж року група прийняла назву RS Agrounia Tak. У серпні 2023 року, після того, як Польща 2050, очолювана Шимоном Головнею відхилила можливість балотуватися для Міхала Колодзейчака разом із RS Agrounia Tak на парламентських виборах за списками коаліції Третій шлях (який був запропонований Польською селянською партією (PSL), було оголошено про рішення кандидатів від Агроунії балотуватися від Громадянської коаліції. Міхал Колодзейчак став першим у списку кандидатів по окрузі Конін. На цих виборах він отримав місце в парламенті, набравши 44 062 голосів виборців.
Міхал Колодзейчак брав участь у засіданнях Комітету з питань економіки та розвитку та Комітету з питань сільського господарства та сільськогосподарського розвитку. В грудні 2023 року він обійняв посаду державного секретаря Міністерства сільського господарства та розвитку сільських територій.

## Політика щодо України
Секретар (заступник) міністра сільського господарства Польщі Міхал Колодзейчак, є прихильником закриття агроринку для України на 20 років після її вступу до ЄС. Таким чином, Польща захистить свої інтереси у зв'язку зі вступом України до Євросоюзу.
Колодзейчак очолював протести проти імпорту українського зерна на чолі з рухом Агроунія. Вже пройшовши до польського Сейму, він підтримав протести на кордоні з Україною та бував у Медиці, де протестують фермери з організації «Ошукане село».
Під час польсько-українських міжурядових консультацій, які відбулись у Варшаві 28 березня 2024 року, Колодзейчак заблокував досягнення компромісу щодо транзиту української продукції. За даними газети «Rzeczpospolita», переговори спочатку проходили гладко, поки Колодзейчак не сказав голові Всеукраїнської сільськогосподарської ради Андрію Дикуну, що «не хоче, щоб українці використовували в переговорах тему війни». 
«Колодзейчак постійно зривав обговорення, вимагаючи від інших присутніх не допустити, щоб українці захопили польські землі. А коли ми почали говорити, що наші фермери знаходяться в інших умовах, аніж польські, він заявив, що не треба намагатися розчулити його війною, йому це не цікаво. А під кінець переговорів він зробив величезний спіч чомусь про Гадяцьку унію (1658 року), а потім раптом заявив, що якщо ми не погодимося на польські умови, то нехай нас завоює Путін, бо так нам і треба», — описав хід переговорів президент асоціації «Український клуб аграрного бізнесу» Алекс Ліссітса
При цьому під час зустрічі Колодзейчак поводився неадекватно, виступив зі звинуваченнями в момент, коли сторони були готові дійти згоди, а також покидав приміщення. Сам урядовець ці звинувачення відкидає та вважає їх спробою дискредитувати його та усунути від подальших переговорів. «Українцям, мабуть, не сподобалося, наскільки я був підготовлений до переговорів з ними» - стверджує Колодзейчак. При цьому він не заперечує, що залишив зустріч на деякий час для отримання важливої інформації, а його дивна поведінка була викликана втомою. Урядовець не дав коментарів щодо змісту записки з новою інформацією, яку він начебто отримав.

## Особисте життя
Колодзейчак одружений, має одну дочку.